# Umělecká kolonie Sićevo

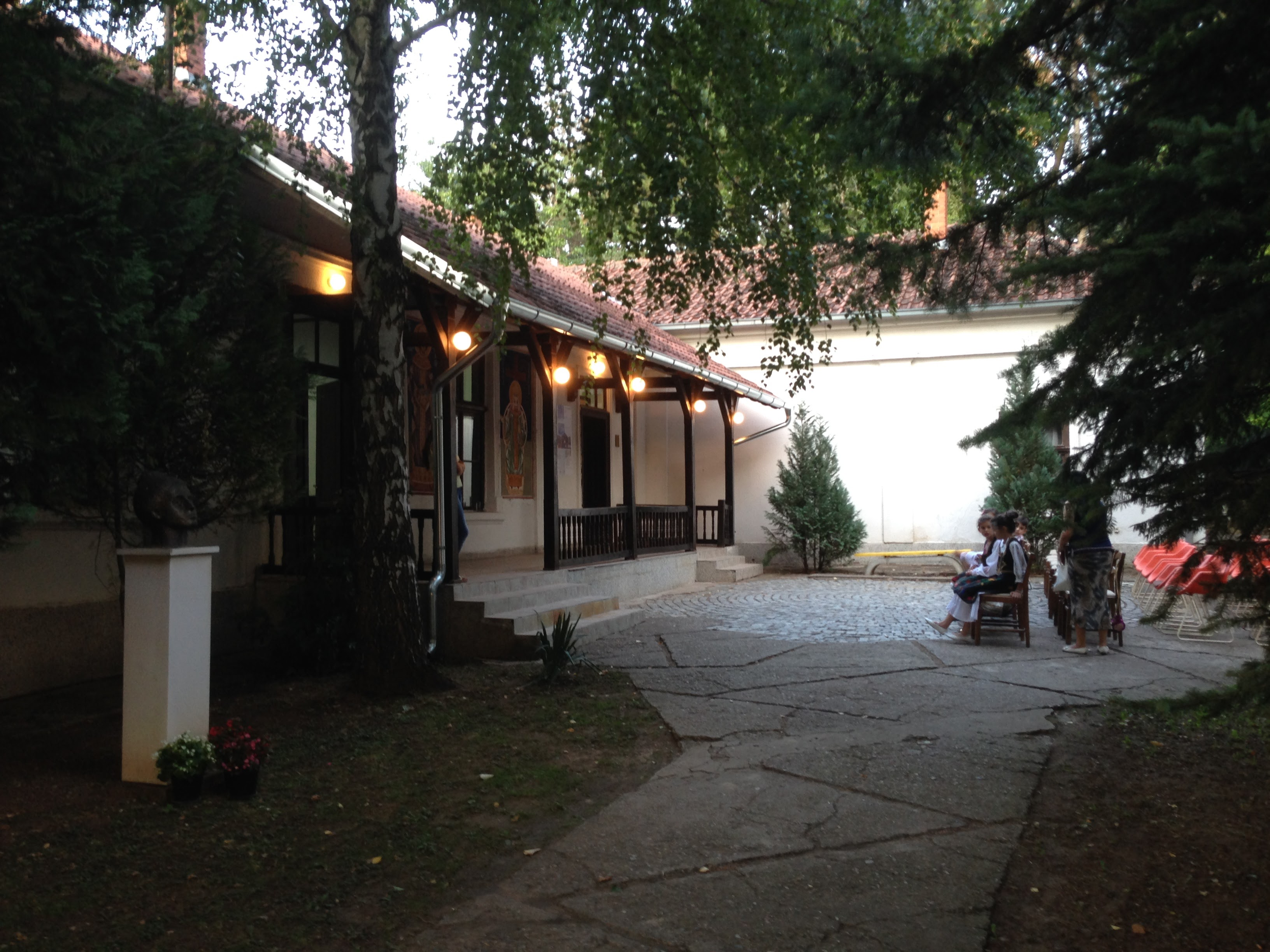
Areál kolonie v současné době

Umělecká kolonie Sićevo (srbsky v cyrilici Ликовна колонија Сићево, v latince Likovna kolonija Sićevo) je nejstarší umělecká kolonie v Srbsku i bývalé Jugoslávii. Je rovněž nejstarší kolonií svého druhu na balkánském poloostrově. Založena byla dne 30. června 1905 v blízkosti vesnice Sićevo a Sićevské soutěsky ve vzdálenosti 16 km východně od jihosrbského města Niš. Iniciátorkou vzniku kolonie byla srbská malířka Nadežda Petrović, která dlouhodobě usilovala o vznik prostředí, které by mohlo být přívětivé k umělecké tvorbě. Po několika neúspěšných pokusech se ji podařilo vybudovat malou kolonii právě na jihu Srbska. Díky spolupráci s dalšími umělci, především z dnešního Chorvatska a Slovinska, se kolonii podařilo úspěšně se rozvíjet. S několika[zdroj?] přestávkami je v provozu po dobu 59 let. 